# Farlig hamn
Farlig hamn (italienska: Le mura di Malapaga, franska: Au-delà des grilles), är en fransk-italiensk dramafilm från 1949 i regi av René Clément. Den vann en Oscar för bästa utländska film vid Oscarsgalan 1951.

## Rollista
- Jean Gabin – Pierre Arrignon
- Isa Miranda – Marta Manfredini
- Vera Talchi – Cecchina, Martas dotter
- Andrea Checchi – Giuseppe, Martas make
- Robert Dalban – sjömannen
- Ave Ninchi – Maria, grannen
- Checco Rissone – förfalskaren
- Renato Malavasi – tandläkaren
- Carlo Tamberlani – inspektören
- Vittorio Duse – agenten